# Пьер I де Бурбон (граф де Ла Марш)
Пьер I де Бурбон (фр. Pierre I de Bourbon; 1342 — апрель 1362, Лион) — граф де Ла Марш с 1362, старший сын Жака I де Бурбон, графа де Ла Марш, и Жанны де Шатильон, дамы де Лез, де Конде, де Каренси, де Дюизан, де Обиньи и де Бюкюа.

## Биография
Вместе с отцом Пьер участвовал в очистке Франции от банд бригантов. 6 апреля 1362 года его отец умер от ран, полученных в битве около Бринье (в районе Лиона). В той же битве получил смертельную рану и Пьер. Он унаследовал графство Ла Марш, но умер через несколько дней после отца. Женат он не был, детей не оставил, поэтому графство перешло к его младшему брату Жану.